# 第6＝第12胸甲騎兵連隊 (フランス軍)
第6＝第12胸甲騎兵連隊（だいろく-だいじゅうにきょうこうきへいれんたい、6e-12e régiment de cuirassiers：6e-12e RC）は、ロワレ県オリヴェに駐屯する、第2機甲旅団隷下のフランス陸軍の戦車連隊である。2009年8月1日に名称を第12胸甲騎兵連隊に変更された。 
兵種は機甲、伝統的区分は胸甲騎兵である。
連隊名からも解るように、2個連隊が合併して編制されているため、2個の戦闘群からなる。

## 沿革
- 1994年：第6胸甲騎兵連隊と第12胸甲騎兵連隊が合併改編される。
- 2006年：国連レバノン暫定駐留軍に1個中隊、ルクレール戦車13輌が派遣された。
- 2009年：名称を第12胸甲騎兵連隊に変更。

海外派遣先としては、旧コソボ、チャド、セネガル、コートジボワールがある。

## 最新の部隊編成

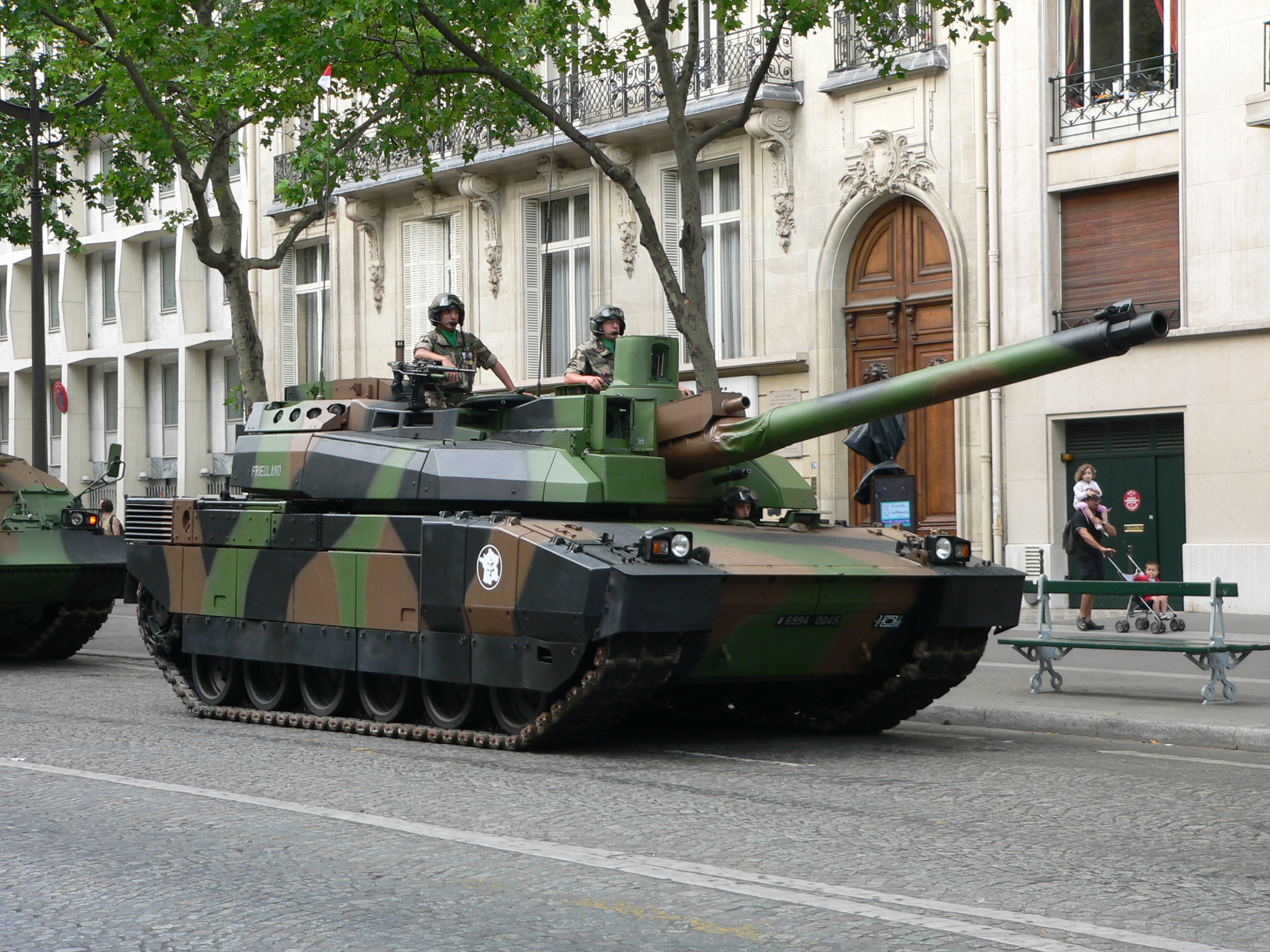
停車中のルクレール戦車

- 連隊本部
- 整備中隊
- 偵察中隊
- 予備騎兵訓練中隊
- 〔第6胸甲騎兵戦闘群〕
  - 本部管理中隊
  - 第1中隊 - ルクレール
  - 第2中隊 - ルクレール
  - 第3中隊 - ルクレール
- 〔第12胸甲騎兵戦闘群〕
  - 本部管理中隊
  - 第1中隊 - ルクレール
  - 第2中隊 - ルクレール
  - 第3中隊 - ルクレール

### 定員
- 連隊の人員構成としては約1,300名の将兵からなる。
- 戦車80両
- 各種車両500台

## 主要装備
- GIAT BM92-G1
- FA-MAS
- AAT-F1
- AA-52
- 12.7mm重機関銃
- ルクレール
- AMX-30
- DNG/DCL戦車回収車
- VAB
- VAL
- P4